# Allygianus merus
Allygianus merus är en insektsart som beskrevs av Beamer 1938. Allygianus merus ingår i släktet Allygianus och familjen dvärgstritar. Inga underarter finns listade i Catalogue of Life.